# Dames en blanc
Cet article possède un paronyme, voir Femme en blanc.
Les Dames en blanc (en espagnol : Damas de Blanco) sont un mouvement d'opposition à Cuba réunissant des épouses et membres des parents de dissidents emprisonnés par le gouvernement de Fidel Castro. Les femmes protestent contre ces emprisonnements en assistant à la messe chaque dimanche vêtues d'une robe blanche, puis en marchant en silence dans les rues habillées de blanc. La couleur blanche est choisie pour symboliser la paix. Le mouvement a reçu le prix Sakharov remis par le Parlement européen en 2005.

## Présentation

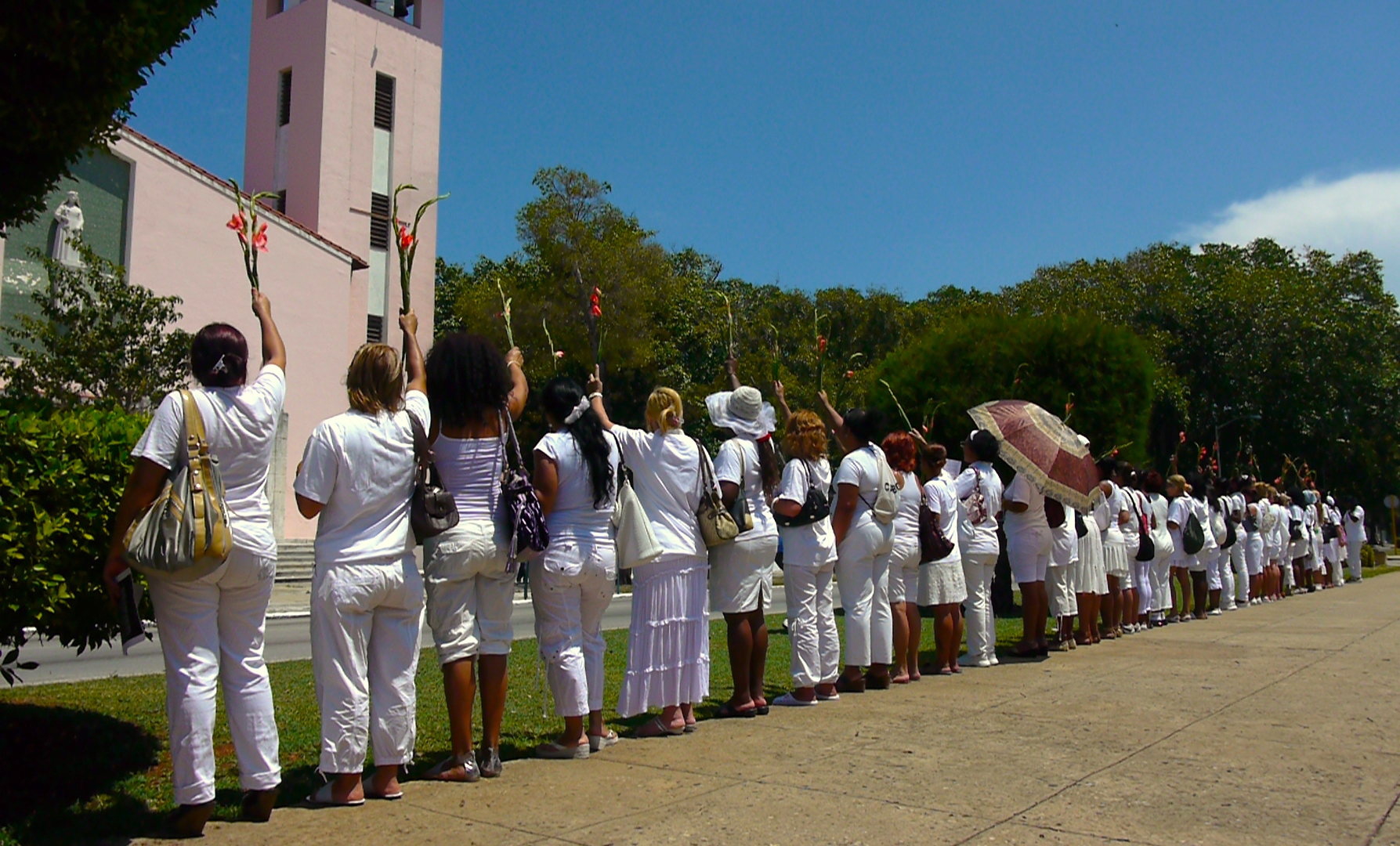
Manifestation des Dames en blanc à La Havane (avril 2012).

Les Dames en blanc se sont organisées en 2003 après l'arrestation de 75 dissidents lors du printemps noir cubain. Ce sont des femmes proches des Cubains arrêtés et déclarés prisonniers d’opinion par Amnesty International. Les Dames en blanc manifestent pacifiquement, vêtues de blanc, un glaïeul à la main, dans la cinquième avenue et devant une église de Miramar, le quartier des ambassades de la capitale cubaine  mais aussi dans d’autres villes du pays. Elles terminent leur marche par une prière, puis lancent un cri « Libertad, libertad, libertad ! ».
Lauréates du prix Sakharov en 2005, elles ne sont pas autorisées à le recevoir. Ce n'est qu'en 2013 qu'elles peuvent se déplacer en Europe et le recevoir des mains de Martin Schulz. Pour les membres de l'association : « Ce prix est un bouclier qui protège notre combat pacifique, et nous voulons en remercier le Parlement européen. Nous avons commencé à nous battre pour la liberté de 75 hommes, puis pour celle de tous les prisonniers politiques et pour les droits de l'homme. ».
En 2009, Amnesty International mentionne l'intervention des autorités cubaines pour empêcher les membres des Dames en blanc de manifester pacifiquement : « Les autorités cubaines doivent mettre un terme aux manœuvres de harcèlement incessantes visant des militants essayant d'exercer pacifiquement leur droit à la liberté d'expression et d'association ».
En mars 2010, une quarantaine de militantes défilent et crient « Viva Zapata! », du nom du prisonnier Orlando Zapata décédé le 23 février des suites d'une grève de la faim de 80 jours. La mère de Zapata, Reina Luisa Tamayo, était présente.
En 2011, Laura Pollán, leader des Dames en blanc, est décédée des suites d'une infection respiratoire. Berta Soler lui succède.
Berta Soler annonce que le 18 décembre au moins 20 maisons et le siège des Dames en blanc ont été isolés pour empêcher toutes sorties. Cette répression  est concomitante aux premières manifestations des opposants après  la mort de Fidel Castro.
Hebe de Bonafini, présidente de l’association des Mères de la Place de Mai auxquelles sont souvent comparées les dames en blancs par la presse internationale, s'oppose au contraire à toute analogie et explique être « en total désaccord avec leurs propos ».
En 2015, des journalistes de 14ymedio  sont empêchés de couvrir une manifestation des Dames en blanc.
En mars 2016, lors de la visite de Barack Obama à Cuba, le régime cubain arrête plus de 50 membres des Dames en blanc. Berta Soler déclare alors « Il est très important que nous agissions afin que le président Obama sache qu'il y a des femmes ici qui luttent pour la liberté des prisonniers politiques. Il doit savoir que nous sommes réprimées simplement pour l'exercice de notre droit de nous exprimer et de manifester de manière non-violente ».
En 2017, Les Dames en Blanc mettent en garde contre un plan du gouvernement cubain visant à dissoudre le groupe. En septembre 2019, l’Union patriotique de Cuba, coordonné à Cuba par José Daniel Ferrer, appelle à soutenir Les Dames en Blanc.
En 2020, les Dames en blanc soutiennent le Mouvement San Isidro qui conteste notamment le décret 349 jugé liberticide. Celui-ci oblige les artistes à solliciter l’autorisation préalable du ministère de la Culture avant de se produire dans les espaces publics ou privés. Le décret 349 prévoit aussi l'interdiction de vendre des livres dont la teneur est « préjudiciable à l'éthique et aux valeurs culturelles » de Cuba,.
Lors des manifestations de juillet 2021 les Dames en blanc annonce l'arrestation de Berta Soler qui dirige le groupe.

## Membres
- Miriam Leiva est une journaliste indépendante et activiste des Droits de l'Homme, elle a cofondé le groupe en 2003[17]. Elle est l'épouse du dissident Oscar Espinosa Chepe emprisonné de mars 2003 à novembre 2004.
- Mirian Reyes dont le fils a dû s'exiler aux États-Unis après avoir été en prison. Elle est sans-abri depuis qu'un cyclone a détruit sa maison dans la partie orientale de Cuba[3].
- Niurka Luque Álvarez a été arrêtée le 17 mars 2012 avec 17 autres Dames en blanc, elle reste 7 mois en prison avant d'être libérée en octobre 2012 dans l'attente de son procès. Par contre Sonia Garro Alfonso and et son mari Ramón Alejandro Muñoz restent en prison[18].
- Niurkis, une jeune femme de la Havane, dont le mari Lamberto Hernandez Plana est en prison (en 2012) elle survit en vendant des bonbons[3]